# Die Akte Jane
Die Akte Jane (Originaltitel: G.I. Jane) ist ein US-amerikanischer Film des britischen Regisseurs Ridley Scott aus dem Jahr 1997. Hauptdarsteller sind Demi Moore und Viggo Mortensen.

## Handlung
Lillian DeHaven ist eine einflussreiche amerikanische Senatorin. Sie will eine Frau in das Ausbildungsprogramm der Eliteeinheit Navy Seals einschleusen. Ihre Wahl fällt schließlich auf Lt. Jordan O’Neil. Die nimmt das Angebot sofort an. Schließlich war ihr schon einmal ihres Geschlechtes wegen eine gehobene Position im Militär verweigert worden. Entgegen aller Erwartungen meistert sie das Training besser als viele männliche Mitstreiter. Dabei machen es ihr der Ausbilder Masterchief Urgayle und ihre Kameraden noch schwerer als es ohnehin schon ist. Und sie ist den anderen Auszubildenden nicht gleichgestellt. Sie muss sich die Haare nicht schneiden. Zudem stehen bei einem Hindernislauf Kletterhilfen für sie bereit. O’Neil will aber die gleichen Bedingungen wie die anderen auch. 
Nach einem Gespräch mit dem Kommandanten der Ausbildungseinheit bekommt sie die und rasiert sich eigenhändig den Kopf. Während einer Übung wehrt sie sich erfolgreich gegen den Masterchief, als der eine Vergewaltigung simulieren will. Dann wird sie Opfer einer Rufmordkampagne, die wie sich herausstellt, aus dem Büro der Senatorin heraus gesteuert wird. O’Neil muss das Training daraufhin verlassen. Sie stellt DeHaven zur Rede. Die will jedoch nicht mit sich reden lassen. Erst als O’Neil mit der Presse droht, darf sie zurückkehren. Kurz vor Ende der Ausbildung gehen die Soldaten und ihr Ausbilder an Bord eines U-Bootes, das im Mittelmeer unterwegs ist. Da bekommt die Gruppe den Auftrag, Kameraden, die einen abgestürzten Satelliten in Libyen geborgen haben, sicher zurückzubringen. Dabei treffen der Masterchief und O’Neil auf feindliche Soldaten. Während O’Neil zu ihren Kameraden läuft, lenkt der Masterchief die feindlichen Soldaten ab. O’Neil sieht seinen Fluchtweg voraus. So können sie und die anderen Soldaten einen Hinterhalt legen. 
O’Neil kann den Masterchief während des Gefechtes in Sicherheit bringen, was der als Schande empfindet. Am Ende haben O’Neil und ihre Kameraden die Ausbildung erfolgreich absolviert. Der Masterschief erkennt sie und ihre Leistungen an und überlässt ihr einen hohen Orden, den er selbst für die Rettung eines vorgesetzten Offiziers bekommen hatte.

## Synchronisation
Die Deutsche Fassung entstand bei der FFS Film- & Fernseh-Synchron GmbH in München. Das Dialogbuch schrieb Hartmut Neugebauer, der auch für die Dialogregie verantwortlich war.
| Darsteller           | Rolle                     | Synchronsprecher   |
| -------------------- | ------------------------- | ------------------ |
| Demi Moore           | Lt. Jordan O’Neil         | Katja Nottke       |
| Viggo Mortensen      | Master Chief Urgayle      | Frank Engelhardt   |
| Anne Bancroft        | Senatorin Lillian DeHaven | Maddalena Kerrh    |
| Jason Beghe          | Royce                     | Walter von Hauff   |
| James Caviezel       | Slovnik                   | n.n.               |
| Morris Chestnut      | McCool                    | n.n.               |
| Daniel von Bargen    | Theodore Hayes            | Berno von Cramm    |
| John Michael Higgins | Stabschef                 | n.n.               |
| Kevin Gage           | Ausbilder Pyro            | Hartmut Neugebauer |
| Josh Hopkins         | Flea                      | Florian Halm       |
| Scott Wilson         | C.O. Salem                | Reinhard Glemnitz  |
| Lucinda Jenney       | Blondell                  | n.n.               |
| Dimitri Diatchenko   | Auszubildender            | n.n.               |
| Boyd Kestner         | Wickwire                  | Ekkehardt Belle    |
| Bob Moore            | WNM Reporter              | Norbert Gastell    |
| David Vadim          | Cortez                    | Wolfgang Müller    |
| Stephen Mendillo     | Admiral O’Connor          | Joachim Höppner    |

## Öffentliche Wahrnehmung
Demi Moore ist für die Rolle der G.I. Jane mit der Goldenen Himbeere für die schlechteste Schauspielerin ausgezeichnet worden. Die Kritik in den USA war überwiegend positiv. Rolling Stone schreibt:

„Down in the mud with the guys, Moore finds the heart of her character and a career beyond vanity and hype. (Mit den Kerlen im Dreck erreicht Moore den Kern ihrer Filmfigur und eine Karriere jenseits von Eitelkeit und Hype.)“

In Deutschland war die Kritik überwiegend negativ. Bezeichnet wurde der Film unter anderem als „pseudo-feministische, reaktionäre, verklemmte, homophobe, sadistische, unfreiwillig komische und schlicht einfältige Sadomaso-Fantasie“, oder „Werbeclip für das Pentagon“ (Cinema 03/1998).
Die Ausbildung zum Seal wird in dem Film in einer teils verklärten und besonders überzeichneten Weise dargestellt, die nicht der Realität entspricht. Erst 2016 wurde es auch für Frauen möglich, an der Ausbildung teilzunehmen und ein Seal zu werden.

## Auszeichnungen
- Goldene Himbeere 1998: Schlechteste Schauspielerin (Demi Moore)